# Elvira Manuel
Dona Elvira Manuel, född cirka 1445, död efter år 1506, var en spansk hovfunktionär.
Elvira Manuel tillhörde en kastilianska adelsfamilj och gifte sig med Don Pedro Manuel. Hon var guvernant till Katarina av Aragonien, och åtföljde år 1501 Katarina till England inför dennas bröllop med Arthur av Wales, anställd som Katarinas duenna, förkläde och den främsta av hovdamerna, utsedda av Isabella I av Kastilien för att vaka över Katarina. Hon beskrivs som strikt och stolt. Elvira Manuel deltog år 1506 i en intrig för att bryta trolovningen mellan Katarina och den blivande Henrik VIII, därför att hon ville motarbeta Katarinas far Ferdinand. När Katarina upptäckte detta, avskedade hon Manuel från sin tjänst. Hon levde sedan bland exilspanjorer i Flandern.